# Жидкий диоксид углерода

Фазовая диаграмма давление-температура диоксида углерода.

Жидкий диоксид углерода или Жидкая двуокись углерода — жидкое фазовое состояние диоксида углерода (CO2). Диоксид углерода принимает форму жидкости при давлении выше 5,1 атм (5,2 бар) в диапазоне температур от -56,6 °C до 31,1 °C и, по этой причине, не встречается в естественной среде при атмосферном давлении. Также, диоксид углерода принимает форму сверхкритической жидкости выше температуры (30,98 °C) и выше давления 72,808 атм (73,773 бар), при которой исчезает различие между жидкой и газовой фазой.

## Свойства
Жидкий диоксид углерода представляет собой жидкость, которая образуется из сильно сжатого и охлаждённого углекислого газа. Не образуется в атмосферных условиях и существует только при давлении выше 5,1 атм и температуре ниже 31,1 °C (критической точки) и выше -56,6 °C (тройной точки). Вещество является прозрачной жидкостью без запаха. Достигает полного насыщения при температуре -37 °C, плотность в данном состоянии составляет 1101 кг/м3. Химический символ «CO2» остаётся таким же, как и у углекислого газа.
При физических условиях, когда вода и диоксид углерода могут сосуществовать в жидком состоянии, растворимость воды в жидкой двуокиси углерода очень низкая и изменяется от 0,02 до 0,10 %[П1].

## Использование
Жидкий диоксид углерода используется для сохранения продуктов питания и в коммерческих пищевых процессах. Для сохранения пищевых продуктов он используется для охлаждения, консервирования, хранения и смягчения. В огнетушителях CO2 хранится под давлением в виде жидкости, действующей как противопожарное средство при их использовании.

## Нахождение в природе
Так как жидкий диоксид углерода может находиться в природе только при повышенном давлении, то его естественные резервуары могут находиться либо под поверхностью земли на глубинах не менее сотни метров, либо под водной поверхностью на бо́льших глубинах. В 2006 году сообщалось об открытии подводного озера с жидкой двуокисью углерода в Окинавском жёлобе около Японии. В 2004 году, на северо-западе вулкана Эйфуку в Марианской впадине, был обнаружен гидротермальный источник, который извергал почти чистый жидкий диоксид углерода.